# Beaumont-sur-Dême
Beaumont-sur-Dême – miejscowość i gmina we Francji, w regionie Kraj Loary, w departamencie Sarthe.
Według danych na rok 1990 gminę zamieszkiwało 329 osób, a gęstość zaludnienia wynosiła 24 osób/km² (wśród 1504 gmin Kraju Loary Beaumont-sur-Dême plasuje się na 964. miejscu pod względem liczby ludności, natomiast pod względem powierzchni na miejscu 837.).